# Skip Battin (album)
| Recensione | Giudizio |
| ---------- | -------- |
| AllMusic   |          |

Skip Battin (a volte nelle discografie viene citato come "Skip", titolo che appare solo sul retrocopertina del disco) è il primo album solista  del bassista (e multistrumentista) statunitense Skip Battin, pubblicato dall'etichetta discografica Signpost Records nel gennaio del 1973.

## Tracce

### LP (1973, Signpost Records, SP 8408)
Lato A (ST-SP-722635 PR)
Testi e musiche di Kim Fowley e Skip Battin.
1. Undercover Man – 3:11
2. The Ballad of Dick Clark – 2:58
3. Captain Video – 4:11
4. Central Park – 2:27
5. Four Legs Are Better Than Two – 4:07

Durata totale: 16:54
Lato B (ST-SP-722636 PR)
Testi e musiche di Kim Fowley e Skip Battin.
1. Valentino – 3:30
2. Human Being Blues – 2:58
3. The St. Louis Browns – 4:31
4. Cobras – 4:26
5. My Secret Life – 2:35

Durata totale: 18:00

## Musicisti
- Skip Battin – chitarra acustica, pianoforte, basso
- Clarence White – chitarra elettrica, chitarra acustica, mandolino, dobro
- Roger McGuinn – Chitarra a dodici corde
- Billy Mundi – batteria
- John Guerin – batteria
- Spanky McFarlane – cori

### Produzione
- Eric Malamud e Skip Battin – produzione
- Al Hersh e Jimmy Seiten – assistenti della produzione
- Registrazioni effettuate nell'estate del 1972 al Sound Recorders e al Armin Steiner's Sound Labs.
- Charlie Dreyer – ingegnere delle registrazioni
- David Larkham – design copertina album originale
- Ed Caraeff – foto copertina album originale[3]